# Sonja Saurin
Pour les articles homonymes, voir Saurin.
Sonja Saurin est une comédienne et une psychanalyste française.

## Filmographie

### Cinéma

#### Longs métrages
- 1993 : La Place d'un autre
- 1994 : A Terceira Margem do Rio : Alva
- 1994 : L'histoire du garçon qui voulait qu'on l'embrasse
- 1996 : Les Frères Gravet : la femme de Richard
- 2003 : L'Enfant du pays : Aline
- 2006 : Il a suffi que maman s'en aille... : Isabelle

#### Court métrage
- 1994 : Jeux de mains